# USVエッシェン・マウレン
USVエッシェン/マウレン（Unterländer Spielervereinigung Eschen/Mauren）は、リヒテンシュタイン・エッシェン及びマウレンのサッカークラブ。リヒテンシュタインには全国リーグが存在しないため、越境してスイスリーグに参加している。2010-11シーズンでは、1.リーガ（5部相当）所属。
1963年に前身となるFCエッシェン（FC Eschen）とFCマウレン（FC Mauren）が創立。2007-08シーズン後に両チームが合併して誕生した。1976年にリヒテンシュタイン・カップで初優勝。通算では5回優勝し、近年では2012年に優勝を果たした。 
リヒテンシュタインカップ勝者として出場した2012-13シーズンのUEFAヨーロッパリーグで、ヨーロッパの大会にデビューした。同大会では、予備予選・1次ラウンドでアイスランドのFHハフナルフィヨルズゥルと対戦。ホームで1-2、アウェーで0-1と敗れた。

## タイトル

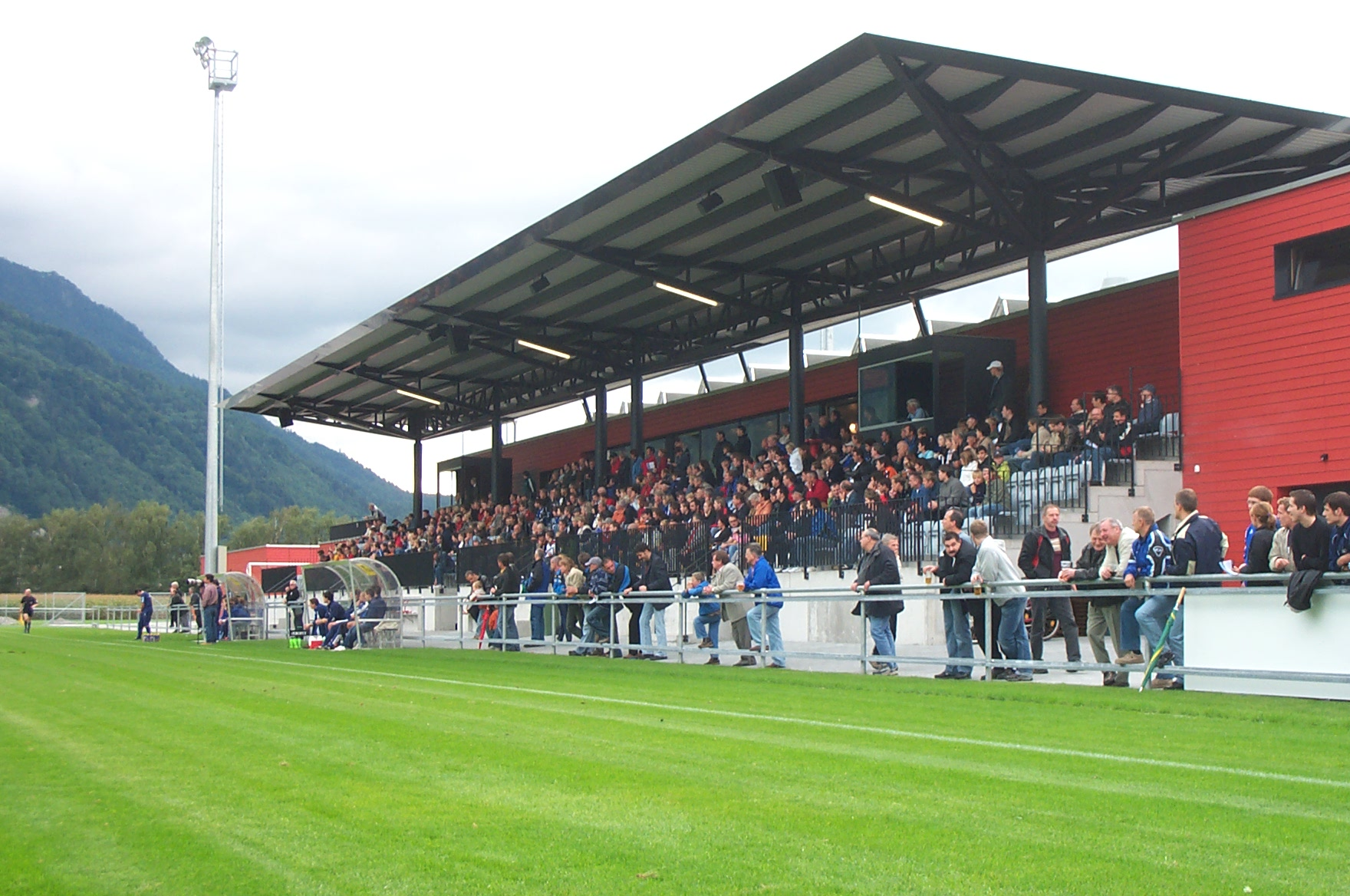
スポーツパルク・エッシェン＝マウレン

- リヒテンシュタイン・カップ:5回

1976, 1977, 1978, 1987, 2012

## 欧州の成績
| シーズン | 大会                 | ラウンド  | 対戦相手 | ホーム | アウェー | 合計 |  |
| -------- | -------------------- | --------- | -------- | ------ | -------- | ---- |  |
| 2012-13  | UEFAヨーロッパリーグ | 予選1回戦 | FH       | 1-2    | 0-1      | 1-3  |  |